# Iwan Łukin
Iwan Prokopowycz Łukin, ukr. Іван Прокопович Лукін, ros. Иван Прокофьевич Лукин, Iwan Prokofjewicz Łukin (ur. 1914, Imperium Rosyjskie, zm. 19??, Ukraińska SRR) – ukraiński trener piłkarski.

## Kariera trenerska
Po zakończeniu II wojny światowej rozpoczął pracę szkoleniowca. Od 1947 do 1948 pomagał trenować Stal Dniepropetrowsk. W 1949 po zmianie nazwy na Metałurh prowadził dniepropetrowski klub.